# Krebsens vendekreds (roman)
 For alternative betydninger, se Krebsens vendekreds (flertydig). (Se også artikler, som begynder med Krebsens vendekreds)
Krebsens vendekreds (Tropic of Cancer) er en roman af Henry Miller, der blev udgivet ved hjælp af Millers ven og elskerinde, forfatteren Anaïs Nin, som også har skrevet forordet til bogen.
Den selvbiografiske roman beskriver Millers liv i 1930'ernes Paris. Sproget er brutalt, og ingen tabuer er for stærke. Temaerne er sult, død, arbejdsløshed og prostitution.
Bogens danske udgivelse i 1955 markerede optakten til pornografiens frigivelse i Danmark (ifølge Morten Things bog Pornografiens historie i Danmark).
| Bog | Spire Denne artikel om bøger og tidsskrifter er en spire som bør udbygges. Du er velkommen til at hjælpe Wikipedia ved at udvide den. |